# Àngels Martínez i Castells
Àngels Martínez i Castells   (Mollet del Vallès, 9 de maig de 1948 - Castelldefels, 1 de setembre de 2024) va ser una professora de política econòmica i activista catalana. Cofundadora i presidenta de l'organització Dempeus per la Salut Pública, fou diputada al Parlament de Catalunya en l'onzena legislatura (2015-2017) pel partit Catalunya Sí que es Pot.

## Biografia
Martínez es va doctorar en ciències econòmiques per la Universitat de Barcelona, a més de tenir estudis de comerç, filosofia i lletres i dret. El director de la seva tesi va ser Fabià Estapé i va elaborar una recerca sobre els governs provisionals a Portugal després de la Revolució dels Clavells. De 1976 al 2008, va ser professora de política econòmica de la Universitat de Barcelona (UB). Va ser titular del Departament de Política Econòmica i Estructura Internacional de la Facultat de Ciències Econòmiques i Empresarials de la UB i va impartir també l'assignatura Dona i Economia.
Va investigar sobre gènere, economia, salut pública, immigració i ciutadania i va publicar treballs sobre les conseqüències del neoliberalisme, el principi de subsidiarietat i sobre la dona i la democràcia. Va realitzar treballs sobre història del pensament econòmic i va traduir al català i al castellà una trentena de llibres de política i economia. També va ser vicepresidenta de la Fundació Pere Ardiaca (2000) i va dirigir la revista teòrica Realitat, editada per aquesta fundació.

### Trajectòria política
Martínez va començar a militar al Partit Socialista Unificat de Catalunya (PSUC) l'any 1968 i el 1982 va participar en la fundació del Partit dels i les Comunistes de Catalunya (PCC), escindit de l'abans esmentat. Abans, el 1971, havia estat involucrada en la creació de l'Assemblea de Catalunya i de la sectorial d'educació de les Comissions Obreres (CCOO) a Catalunya. Així mateix, el 1998, va ser membre fundadora d'Esquerra Unida i Alternativa (EUIA).
El 1999, es va convertir en la primera dona candidata d'EUiA a les eleccions al Parlament Europeu representant del PCC en la candidatura presentada per IU-EUiA i el 2004 va ocupar el segon lloc de la candidatura d'ICV-EUiA encapçalada per Raül Romeva, però no va sortir escollida. Del 2005 al 2012, va formar part del consell nacional d'EUiA. A partir de juny de 2012, va continuar afiliada a EUiA sense càrrecs de responsabilitat.
Els anys 2007 i 2008, va ser membre de la Comissió Promotora de la iniciativa legislativa popular (ILP) per a l'atenció de la fibromiàlgia i la síndrome de fatiga crònica a Catalunya, juntament amb els activistes Sergi Estanyol, Clara Valverde, Cristina Montané i Marta Rosselló. Aquesta ILP va recollir més de 140.000 signatures de suport, gràcies a l'esforç que van fer 150 persones fedatàries, la majoria d'elles dones malaltes de fibromiàlgia i de síndrome de fatiga crònica. I el dia 21 de maig de 2008, arran d'aquesta ILP, el ple del Parlament de Catalunya va aprovar per unanimitat la Resolució 203/VIII, sobre l'atenció de la fibromiàlgia i la síndrome de fatiga crònica. Fruit d'aquesta resolució, es van anar adaptant els models i plans d'atenció a aquestes malalties en el sistema públic de salut de Catalunya, fins que l'any 2016 el Departament de Salut de la Generalitat de Catalunya va aprovar el Pla Operatiu d'Atenció a les persones afectades per Síndromes de Sensibilització Central: fibromiàlgia, síndrome de fatiga crònica i sensibilitat química múltiple.
El 2009 va ser cofundadora de Dempeus per la Salut Pública, organització que va presidir fins a la seva defunció i des de la qual va impulsar iniciatives com “l’Euro per recepta”, l'oposició al Big Data sanitari arran el projecte mercantil del Visc +, i multitud d’actuacions constants per tot el territori per preservar el caràcter públic del Sistema Nacional de Salut.
El 2011 va ser una de les autores de Reacciona, sota la direcció de Rosa María Artal, un llibre a manera de manifest vinculat al moviment 15M que va tenir continuïtat amb l'edició el 2012 d'Actúa i el 2015 de Reacciona Dos. El 2013 va ser triada com a membre del consell científic d'ATTAC.
En les eleccions municipals de maig de 2015 va ocupar el lloc 32 de la llista Barcelona en Comú liderada per Ada Colau. El juliol de 2015 es va presentar a primàries en Podem formant part de la llista «Equip Albano. El canvi a Catalunya» i va ser escollida per al lloc número dos de la candidatura en les eleccions al Parlament de Catalunya del 27 de setembre del mateix any. L'agost de 2015 es va anunciar que ocuparia el quart lloc de la llista per la circumscripció de Barcelona de la candidatura de Catalunya Sí que es Pot liderada per Lluís Rabell a proposta de Podem, després del pacte entre els partits Iniciativa per Catalunya Verds, Podem, EUiA i Equo.
El novembre de 2017 va anunciar que abandonava Podem, amb vuit membres més del consell ciutadà, després que el secretari general Albano Dante presentara la seua dimissió, com a protesta pel tracte rebut des de la direcció estatal de Pablo Iglesias, denunciant «menyspreu» a les decisions preses per Podem Catalunya.
Martínez i Castells va morir a Castelldefels, l'1 de setembre de 2024, als setanta-sis anys.

## Publicacions
- 1991: Introducció i edició de La riquesa de les nacions, d'Adam Smith, en versió catalana, en la col·lecció Clàssics del Pensament Modern, Diputació de Barcelona i Ed. 62 (1991). ISBN 84-297-3217-9 (vol I)
- 1991: edició de Capitalisme, socialisme i democràcia, de Joseph Schumpeter, amb Fabià Estapé. col·lecció Clàssics del Pensament Modern, Diputació de Barcelona i Ed. 62 (1991).
- 1996: «De l'exercici de la sobirania nacional al principi de subsidiarietat», dins Céspedes, M. (ed.): La qüestió nacional: un debat obert, Barcelona: Fundació Pere Ardiaca, p. 19-44.
- 1997: Las escisiones del neoliberalismo. Ediciones del Serbal
- 1999: Liberalització, socialització a Comer, beber, arder. Centre d'Estudis i Recursos Veïnals, CONFAV i Fundació Jaume Bofill, Barcelona.
- 1999: «Autentificación de necesidades i género», a Mujeres y economía, Icaria, Barcelona
- 2002: Tiempos, trabajos i flexibilidad: una cuestión de género, amb Cristina Carrasco, Anna Alabart i altres. Instituto de la Mujer, Ministerio de Trabajo y Asuntos Sociales
- 2004: «De política, cuina, revolució i tendresa», en el llibre d'homenatge a Margarida Abril D'un roig encès, DeBarris, Barcelona.
- 2005: «Coneixement i perspectives d'emancipació», dins Ciutadania i participació política. Imatges de Societat, retalls d'emancipació, Barcelona: Fundació Pere Ardiaca i Generalitat de Catalunya.
- 2005: Àngels Martínez Castells, Raül Digón, Lluís Juberias (eds.): Ciutadania i participació política. Imatges de Societat, retalls d'emancipació, Barcelona: Fundació Pere Ardiaca i Generalitat de Catalunya.
- 2006: «Entorn a la immigració, l'economia i l'Estatut», capítol del llibre Immigració i ciutadania, Fundació Pere Ardiaca
- 2006: Estudi de gènere sobre els tancaments d'empreses a Catalunya, editat per CCOO-Institut de les Dones Generalitat de Catalunya[16]
- 2009: ¿Puede sobrevivir la democracia al capitalismo financiero?, El Viejo Topo[17]
- 2010: La crisis en femenino plural, amb Annalí Casanueva Artís. Revista de Economía Crítica, nº 9[18]
- 2011: Reacciona Capítol Las estafas cotidianas que conmocionan nuestras vidas. Privatizaciones, corrupción, invisibilidad de los cuidados y economía sumergida, amb José Luis Sampedro, Baltasar Garzón, Federico Mayor Zaragoza, Javier Pérez de Albéniz, Javier López Facal, Carlos Martínez Alonso, Ignacio Escolar, Rosa María Artal, Juan Torres López i Lourdes Lucía. Ed. Aguilar
- 2011: Yes, We Camp, Trazos para una (R)evolución. Dibbuks
- 2012: Utopías Ed. del Páramo
- 2012: Actúa Capítol «La sanidad como mercancía, la salud como botín». Ed.Debate
- 2013: Perspectives. Espai Fàbrica
- 2014: El preu de la salut. Espai Fàbrica
- 2015: Reacciona Dos. Ed. Aguilar
- 2018: Informe urgent des dels escons 4 i 5, amb Albano Dante, autoedició